# 鎌田駅
鎌田駅（かまたえき）は、愛媛県松山市にある伊予鉄道郡中線の駅である。駅番号はIY28。
当駅を下りで発車すると、重信川を渡り伊予郡松前町に入る。

## 歴史
- 1967年（昭和42年）2月15日：開業。
- 2008年（平成20年）9月1日：無人駅となる。

## 駅構造
単式ホーム1面1線を有する地上駅。かつては嘱託駅員が管理していたが、2008年9月より古泉駅の有人駅化に合わせ、無人駅に降格された。改札口に駅員詰所があり、ICい〜カード改札機・自動券売機が設置されている。

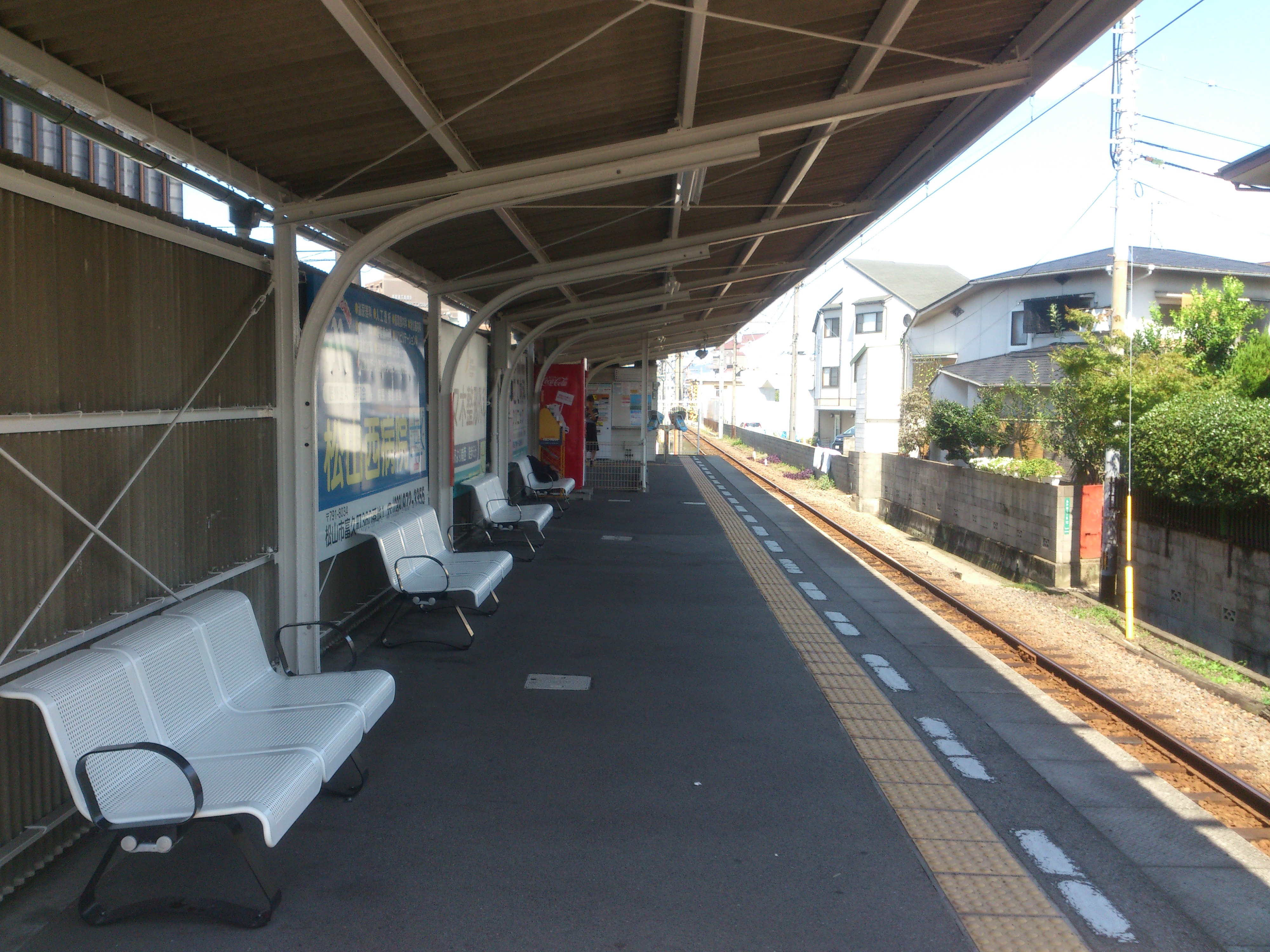
ホーム（画像奥に改札がある）
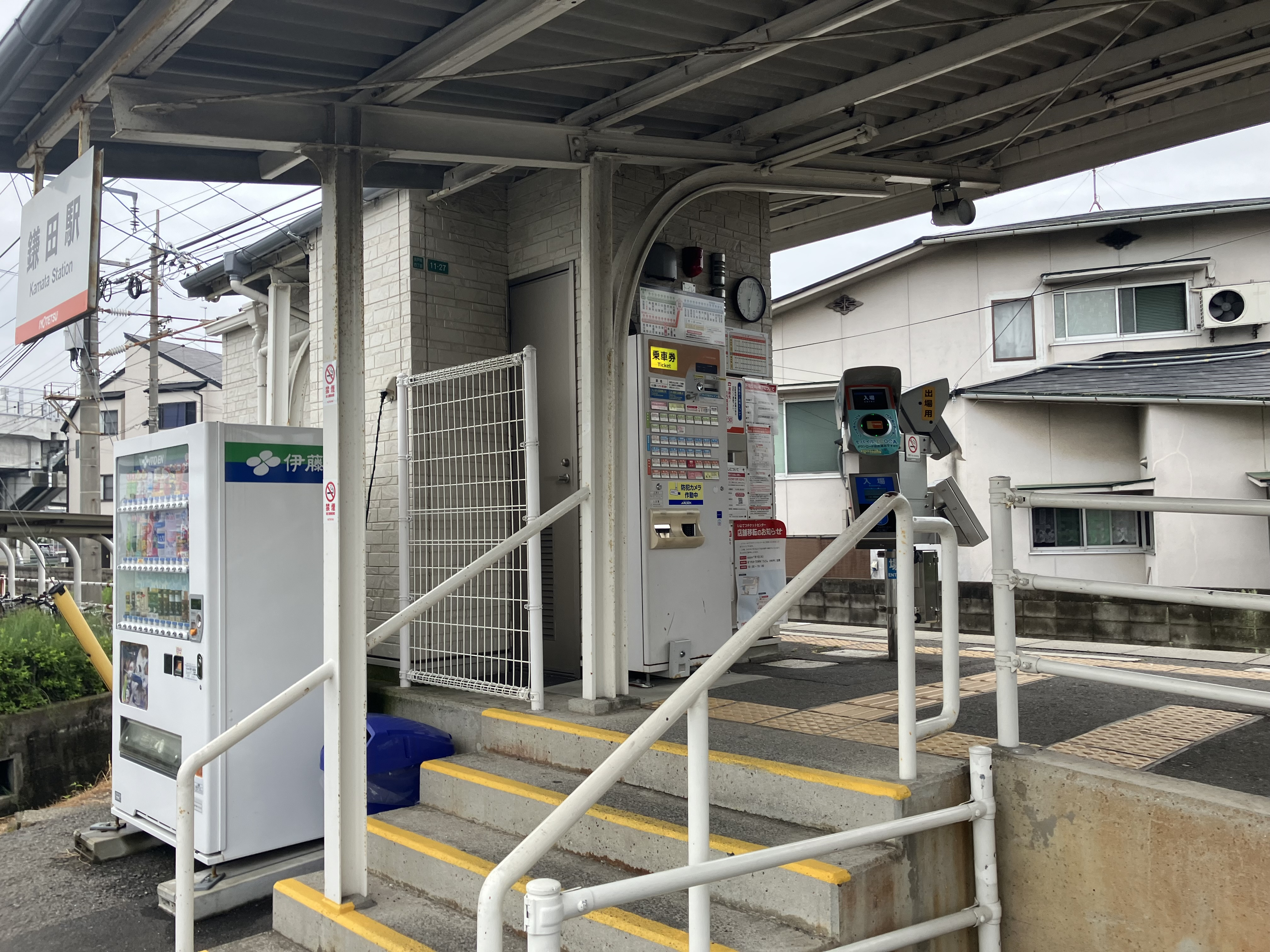
駅入口、改札と切符売場（2025年6月）
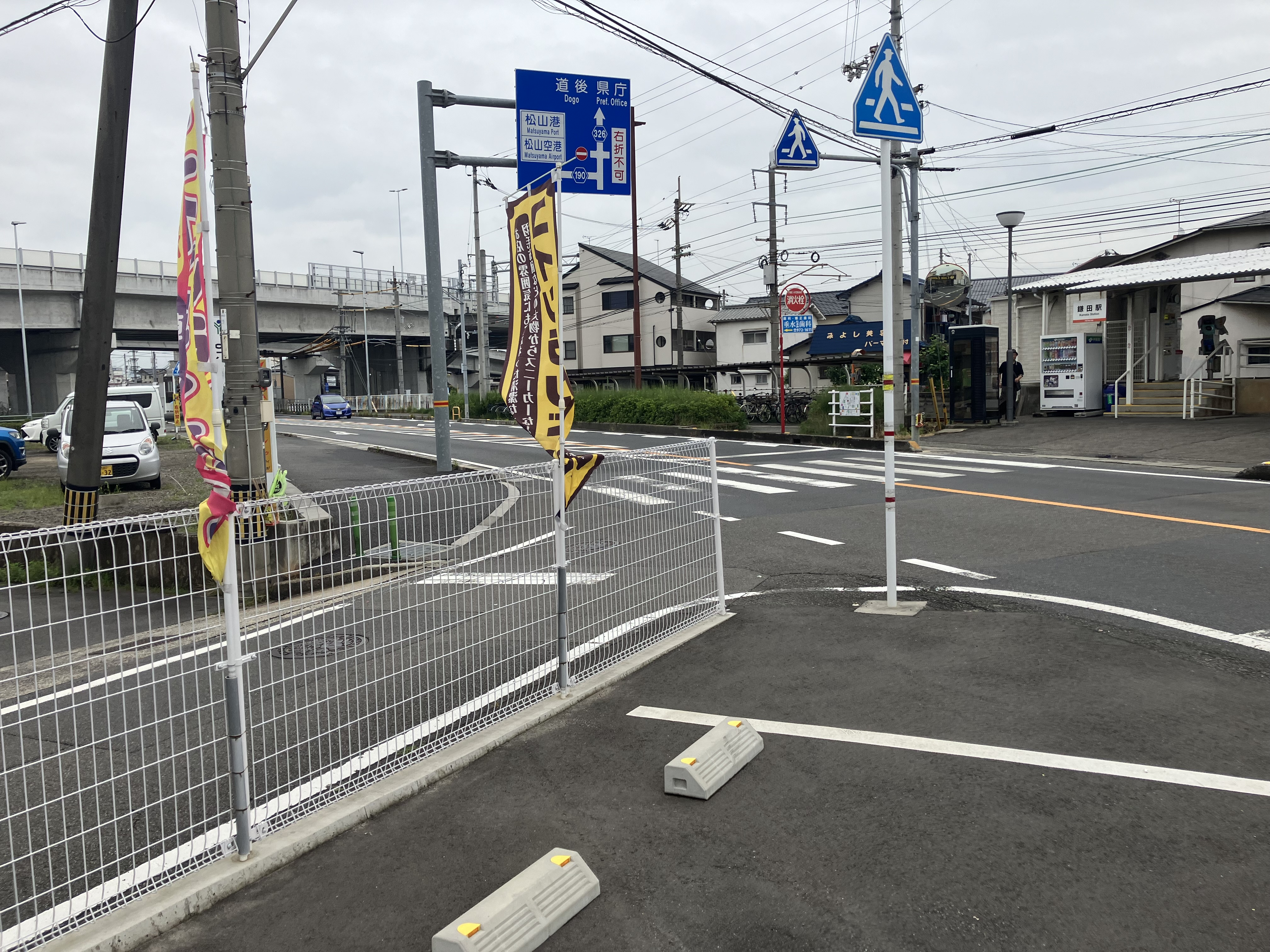
駅前。目の前の高架は松山外環状道路（2025年6月）
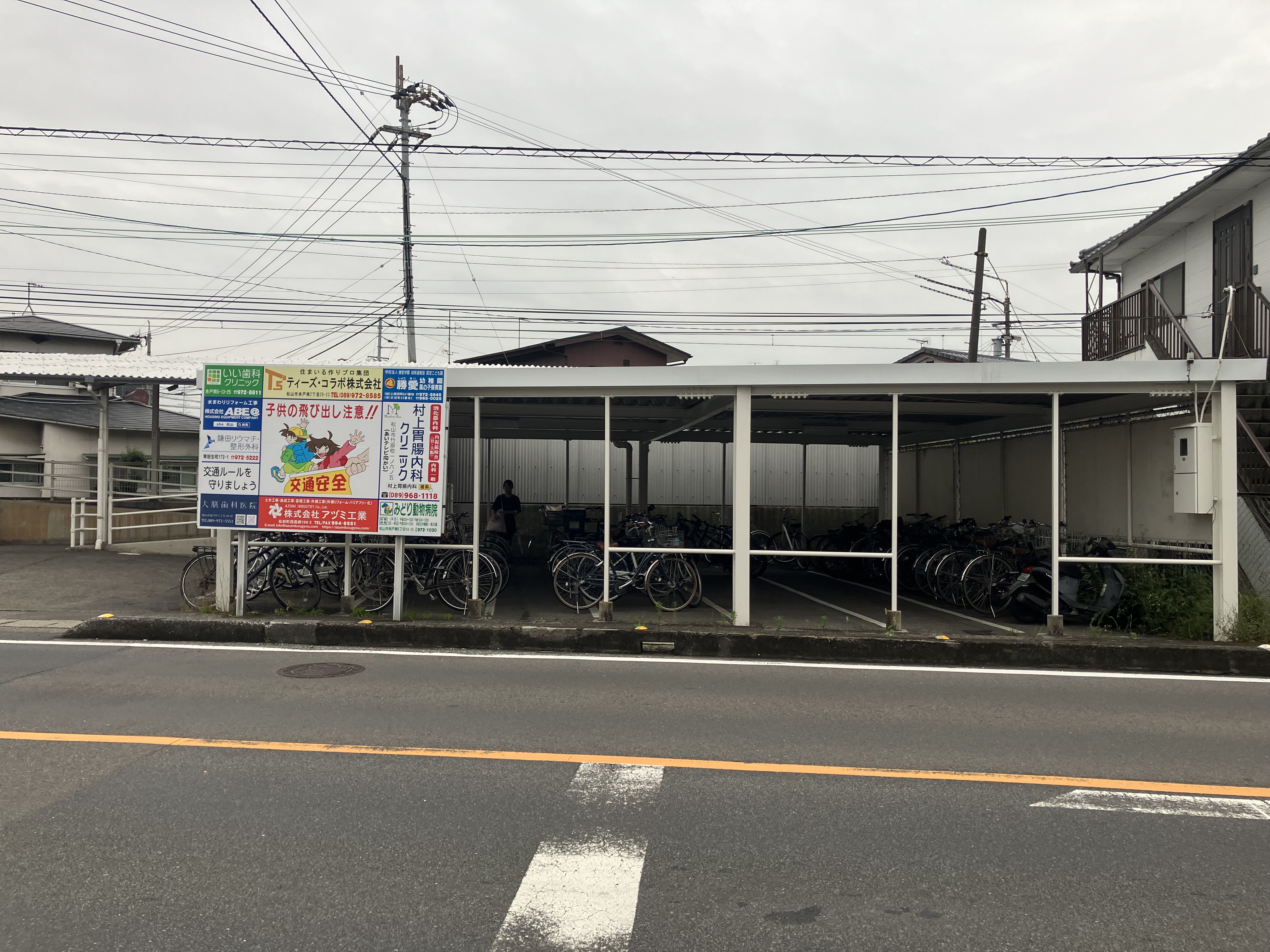
駅の自転車置場（2025年6月）

## 駅周辺
- 重信川 - 河川敷でいもたきなどが行われることがある。
- 出合橋
- オーバーシーPlamo - 模型店
- パールズ体操スクール
- 松山外環状道路 余戸南インターチェンジ
  - 余戸南インターバス停（高速バス専用）が設置されている。伊予鉄バスが運行する高速バスのうち、ジェイアール四国バスが関与していない路線が停車する。

松山空港に近いが、特に空港発着のバス路線はない。

## 隣の駅
伊予鉄道
■郡中線
余戸駅 (IY27) - 鎌田駅 (IY28) - 岡田駅 (IY29)